# 石山勝巳
石山 勝巳（いしやま かつみ、1939年〈昭和14年〉4月9日 - ）は、東京都出身の俳優、司会者。旧芸名は石山 克巳、石山 克己、石山 かつみ。

## 来歴・人物
明治大学文学部中退。1954年に劇団NBK入団。舞台を中心に、映画、テレビ、ラジオ等に出演する。
1973年から1977年まで、フジテレビ系子供向け番組『ひらけ!ポンキッキ』でムック（初代）の声を担当していた。
1980年代には日本テレビ系ワイドショー、『ルックルックこんにちは』でリポーターとして出演。「もみあげパンダ」というニックネームで親しまれる。

## 出演

### 映画
- 囚人船（1956年、東宝）
- 隠し砦の三悪人（1958年、東宝）
- 不良少年（1961年、新東宝）
- 怪獣大奮戦 ダイゴロウ対ゴリアス（1972年、東宝） - 飼育係上司
- ルパン三世 念力珍作戦（1974年、東宝） - 人相調べの刑事

### 舞台
- 女教師の記録
- 愉快な泥棒達

### テレビドラマ
- 隠密剣士（TBS）
  - 第1話「海の忍者」（1965年）
  - 第3話「変幻海坊主」（1965年）
- 光速エスパー 第5話「金属をたべる宇宙生物」（1967年、NTV）
- 戦え! マイティジャック 第6話「マイティ号でぶちかませ!!」（1968年、CX） - 社会部デスク
- フジ三太郎（1968年、TBS）
- 五人の野武士（NTV）
  - 第10話「狼火は砦にあがる」（1968年）
  - 第22話「陰謀」（1969年）
- 特別機動捜査隊（NET） 
  - 第393話「白いアリランの花」（1969年） - 石山刑事
  - 第397話「艶子という女」（1969年） - 石山刑事
  - 第682話「何が彼女をそうさせたか」（1974年） - 吉岡
- オレとシャム猫（1969年、TBS）
- 女殺し屋 花笠お竜 第5話「盗人は子守歌が好き」（1969年、12ch）
- 鬼平犯科帳（八代目松本幸四郎版）(NET / 東宝)
  - 第1シリーズ 第41話「白浪看板」(1970年) - 乞食
  - 第1シリーズ 第61話「あほうがらす」（1970年）- 船頭
- 火曜日の女シリーズ / 喪服の訪問者（1971年、NTV）※石山克巳名義
- 大忠臣蔵（1971年、NET）
- 人形佐七捕物帳（1971年、NET）
  - 第5話「折れた扇子」 - 与助
  - 第13話「ほおづき大尽」 - 商人
- ウルトラシリーズ（TBS）
  - 帰ってきたウルトラマン 第10話「恐竜爆破指令」（1971年） - 小松班長（道路公団）
  - ウルトラマンA 第45話「大ピンチ! エースを救え!」（1973年） - ガス会社主任
  - ウルトラマンタロウ 第36話「ひきょうもの! 花嫁は泣いた」（1973年） - 警官
- おらんだ左近事件帖（CX）
  - 第10話「お福が泣いている」（1971年）
  - 第22話「腰抜け侍と子供たち」（1972年）
- 荒野の素浪人
  - 第3話「必殺 帰らざる街道」（1972年）
  - 第62話「強奪 けものたちの群れ」（1973年）
- 一心太助 第16話「銭ゲバ親子奮闘記」（1972年、CX / 国際放映） - やくざ風の男 ※石山克巳名義
- ケーキ屋ケンちゃん（1972年、TBS） - 安さん
- だから大好き!（1972年、NTV）
- 1・2・3と4・5・ロク（1972年、TBS）
- 太陽にほえろ!（NTV）
  - 第1話「マカロニ刑事登場!」（1972年） - 情報屋
  - 第72話「海を撃て!! ジーパン」（1973年） - 金森先生
  - 第103話「狼を見た少年」（1974年） - 戸川社長
  - 第114話「男の斗い」（1974年） - 中光海運倉庫社員
  - 第130話「鳩が呼んでいる」（1975年） - 前川の上司
  - 第152話「勇気」（1975年） - 中岡
  - 第663話「1970年9月13日」（1985年） - 東伊豆署刑事
- トリプルファイター（1972年、TBS） - ブルコンの声
- ミラーマン 第42話「小さなインベーダー」（1972年、CX） - タクシーの運転手
- 泣くな青春（1972年 - 1973年、CX） - 古賀先生
- 火曜日の女シリーズ / 男と女と（1973年、NTV）
- 剣客商売 第8話「辻斬り」（1973年、CX）
- マドモアゼル通り（1973年、YTV / NTV）
- 若い!先生 第16話「小さな愛が咲いた」（1974年、TBS） - 主人
- 日本沈没 第3話「白い亀裂」（1974年、TBS） - 小野寺の友人
- 鬼平犯科帳（丹波哲郎）第24話「泣き味噌屋」（1975年／NET）
- 時間よ、とまれ（1977年、1980年、ANB）
- ふしぎ犬トントン（1978年 - 1979年、CX） - 三ノ宮先生
- 熱中時代・刑事編 第22話「七つの顏の悪党」（1979年、NTV） - 下崎卓美
- 噂の刑事トミーとマツ 第1シリーズ 第10話「トミマツの袋詰め」（1979年、TBS）
- 新五捕物帳 第155話「地獄からきた女」（1981年、NTV）
- 大江戸捜査網（TX）
  - 第620話「美女誘拐! 涙の居残り野郎」（1983年）
  - 第629話「私を妻に! 十蔵女難騒動」（1984年）
  - 第634話「俺も男だ! 落ちこぼれ親父」（1984年） - 瓦版売り
  - 新 大江戸捜査網 第5話「女房殺し疑惑の刀」（1984年） - 瓦版売り
- 愛は仁義（1992年、YTV）

### 情報・バラエティ
- ひらけ!ポンキッキ（CX） - ムックの声 ※初代
- ルックルックこんにちは（NTV）

### ラジオ
- かつみ・おまきのTBS それ行け!歌謡曲（TBSラジオ）
- 歌謡曲!ウィークリー・ホット（TBSラジオ）